# Дулемба, Мария
Мария Дулемба (в замужестве — Пиотровская, 2 — Лиефельд, 3 — Волошиновская) (пол. Maria Dulęba; 17 октября 1881, Краков , Австро-Венгрия — 6 мая 1959,
Варшава, ПНР — польская актриса

 театра и кино. педагог. Лауреат Государственной премии Польши I степени (1955).

## Биография
Представитель шляхетского рода герба Алябанда.
Дебютировала на театральной сцене Городского театра в Кракове в 1902 году. Одновременно училась в театральной школе Г. Запольской, участвовала в спектаклях Независимой сцены (1903). Играла, среди прочего, в Польском театре, театре «Редут» и столичном театре Народовы. За свою карьеру сыграла в более 300 театральных ролях и 14 ролей в кино, в том числе немом. Была разносторонней актрисой.
На протяжении многих лет занималась педагогической работой. До войны читала лекции в Государственном институте театрального искусства и варшавском театральном училище.
Похоронена на Алее Заслуженных варшавского кладбища Старые Повонзки.

## Избранная фильмография
- 1911 — Меир Эзофович /  Meir Ezofowicz — Голда, молодая караимка
- 1912 — Суеверия / Przesądy — графиня Лидия
- 1913 — Отброшенные / Wykolejeni — Владка
- 1913 — Оборона Ченстоховы / Obrona Częstochowy — Оленка Биллевичувна
- 1914 — Сладость греха / Słodycz grzechu — Дора
- 1914 — Бог войны / Bóg wojny — Мария Валевская
- 1917 — Чудовище / Bestia — Соня
- 1918 — Мужчина / Mężczyzna — Мария, сестра Боровского
- 1921 — По вине брата / Za winy brata — Елена Корицкая
- 1924 — О чем не говорят / O czym się nie mówi — Гвоздецкая
- 1933 — История греха / Dzieje grzechu — мать
- 1939/1941 — Жена и не жена / Żona i nie żona

## Награды
- Орден «Знамя Труда» 2 степени (1949)
- Золотой Крест Заслуги (1953)
- Государственная премия Польши I степени (1955)